# Journal of Medicinal Chemistry
Il Journal of Medicinal Chemistry è una rivista medica bisettimanale sottoposta a revisione paritaria, che si occupa di ricerca nel campo della chimica medicinale. È pubblicato dall'American Chemical Society. Fu fondato nel 1959 con il nome di Journal of Medicinal and Pharmaceutical Chemistry e nel '63 assunse la denominazione attuale.
Il fondatore della rivista e il suo primo caporedattore fu Alfred Burger (dal 1959 al 1971). Nei quarant'anni successivi la rivista fu diretta da Philip Portoghese. All'inizio del 2012 la direzione è passata a Gunda Georg e Shaomeng Wang.